# Art Gen
Art Gen, původně Argentinská hvězda, je dvojice kancelářských a komerčních budov v Praze-Holešovicích. Nachází se mezi ulicemi Argentinská, Tusarova, U garáží a Jateční, v těsné blízkosti Pražské tržnice. Byla postavena ve letech 2012–2014 dle návrhu ateliéru CMC Architects; investorem byla firma PPF Real Estate, s odhadovanými náklady 700–800 mil. Kč. Budova Art (Argentinská ulice) má 10 podlaží, 13500 m² kancelářských ploch a 200 parkovacích míst; v přízemí jsou maloobchodní prostory. Budova Gen (ulice U garáží) má 7 podlaží, 9400 m² kancelářských ploch a 190 parkovacích míst.
V době plánování stavby se o ní uvažovalo jako o možném novém sídle radnice Prahy 7. Ta nakonec projekt odmítla kvůli vysoké ceně; skupina PPF Real Estate se však rozhodla stavbu dokončit nezávisle na rozhodování Městské části Praha 7. Zastupitelstvo Prahy 7 v roce 2015 rozhodlo o umístění úřadu do budovy U Průhonu 38, s výrazně nižšími náklady.